# Путь к медалям
«Путь к медалям» (яп. 甦れ魔女 ёмигаэрэ мадзо, англ. The Resurrected Witch) — совместный советско-японский художественный фильм, снятый в жанре спортивной драмы режиссёрами Дзюнъей Сато и Никитой Орловым в 1980 году. Фильм рассказывает о дружбе и спортивном соперничестве молодых волейболисток Японии и Советского Союза, об их подготовке к Олимпийским играм в Москве.

## Сюжет
Июль 1976 года. Олимпиада в Монреале. Финал женского волейбольного турнира СССР — Япония. Московская школьница Таня не отрывает глаз от экрана телевизора. А в далекой Японии, в маленьком городке, её ровесница Мэгуми слушает радиорепортаж из Канады.
Две девочки, влюблённые в волейбол. У каждой — своя судьба. Мэгуми теряет отца и мать. Она остаётся одна, и тренер школьной команды, получивший приглашение тренировать волейболисток фирмы «Акицу», берёт Мэгуми с собой…
Молодой тренер Михаил Каменецкий, увидев Таню на соревнованиях юниоров, приглашает её играть в клуб «Сибирячка». Через некоторое время «Сибирячка» превращается в одного из лидеров советского волейбола.
Вскоре Мэгуми и Таня начинают играть в сборных командах своих стран. Мы видим, как из этих двух девочек вырастают звёзды мирового волейбола.
Но в жизни каждой из них наступает перелом…
Мэгуми на одной из тренировок получает серьёзную травму и на время расстаётся с волейболом. Советская сборная проигрывает волейболисткам Кубы на чемпионате мира. Таня болезненно переживает горечь поражения. Она считает, что сделала ошибку, посвятив себя волейболу, и уходит из спорта. Каменецкий, чуткий воспитатель, старается помочь Тане возвратить ей веру в её талант волейболистки.
Впереди — Олимпиада-80 в Москве. Каменецкий и Таня приезжают к Мэгуми. Эта встреча помогает обеим девушкам обрести новые силы. Они понимают, что спорт — их призвание. И как бы ни было трудно, они должны тренироваться, играть, бороться за спортивную честь своих стран…

## В ролях

### от СССР
- Татьяна Ташкова — Таня Карпова, волейболистка (в титрах — Татьяна Васильева)
- Валерий Рыжаков — Михаил Васильевич Каменецкий, тренер «Сибирячки»
- Инара Гулиева — Светлана Сергеева, капитан сборной СССР
- Анатолий Ромашин — Николай Сергеевич Тверцов, тренер сборной СССР
- Алексей Мокроусов — Иван, друг Тани
- Михаил Боярский — Михаил Бартенев, певец / муж Тани
- Софья Пилявская — бабушка Тани
- Лилия Захарова — тренер
- Александра Евграфова — Ольга, капитан «Сибирячки»
- Александр Юшин — эпизод
- Наталья Табакова — Нина, жена Ивана
- Борис Гусаков — Александр Иванович (в титрах не указан)
- Вероника Изотова — врач команды (в титрах не указан)
- Валентина Пугачёва — дежурная гостиницы (в титрах не указана)

### от Японии
- Мэгуми Исогай — Мэгуми Мики, волейболистка
- Тацуя Михаси — Кэндзо Масуда, член Федерации волейбола Японии
- Тэрухико Сайго — Сёхэй Ёсиока, тренер «Акицу»
- Тэцуро Тамба — Сакакибара, президент «Акицу»
- Тамао Накамура — мать Мэгуми
- Хирохиса Наката — Марумото, помощник президента «Акицу»
- Фусаэ Ёкотэ — Сумиэ Такахаси, волейболистка
- Маюми Кикути — Иё Томидзава, волейболистка
- Хитоми Ногути — Тэцуко Андо, волейболистка
- Сатико Кита — Юми Кобаяси, волейболистка
- Эйко Асакава — Санаэ Сэки, волейболистка
- Мидзухо Судзуки — Каминага, врач

## Премьеры
- — национальная премьера фильма состоялась 5 апреля 1980 года[1].
- — фильм демонстрировался в советском кинопрокате с января 1980 года[комм. 2].

## Комментарии
1. ↑  Когда снимался фильм, Япония ещё не объявила бойкот Московской олимпиаде 1980 года. В японском прокате фильм появился весной 1980 года, за несколько месяцев до открытия игр.
2. ↑  В советском прокате фильм демонстрировался с января 1980 года, р/у Госкино СССР № 2130/80 — опубликовано: Журнал для работников кинопроката «Новые фильмы», В/О «Союзинформкино» — 1980/январь, С. 8.